# Myiopharus calyptrata
Myiopharus calyptrata är en tvåvingeart som först beskrevs av Samuel Wendell Williston  1896.  Myiopharus calyptrata ingår i släktet Myiopharus och familjen parasitflugor. Inga underarter finns listade i Catalogue of Life.